# Dai Shiyi
Det här är en artikel om en person med kinesiskt personnamn; Dai är familjenamnet.
Dai Shiyi, född 4 november 1998, är en kinesisk konstsimmare.

## Karriär
Vid junior-VM 2016 i Kazan var Dai en del av Kinas lag som tog silver i fri kombination. Vid asiatiska mästerskapen 2016 i Tokyo tog hon silver i det fria soloprogrammet samt silver i det tekniska parprogrammet tillsammans med Xiao Yanning. Dai var även en del av Kinas lag som tog silver i det fria lagprogrammet, highlight och fri kombination.
Vid VM 2025 i Singapore var Dai en del av Kinas lag som tog guld i både det fria och tekniska lagprogrammet.